# چکاوک آسمانی خاوری
چکاوک آسمانی خاوری یا چکاوک آسمانی کوچک (نام علمی: Alauda gulgula) نام یک گونه از سرده چکاوک‌های آسمانی است.

## نگارخانه

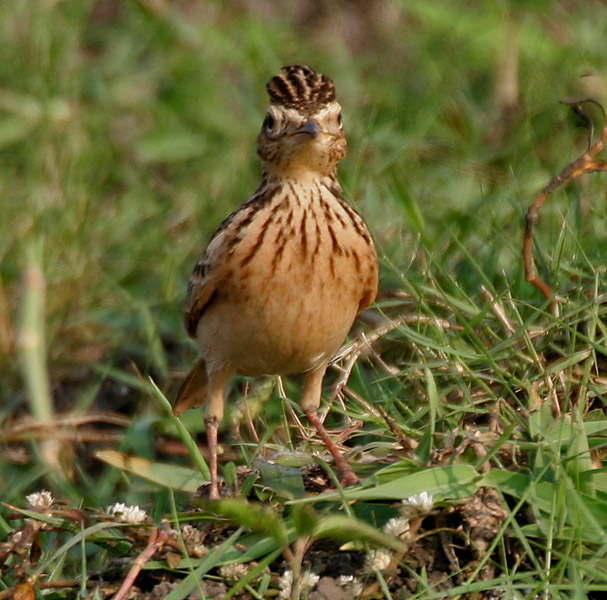
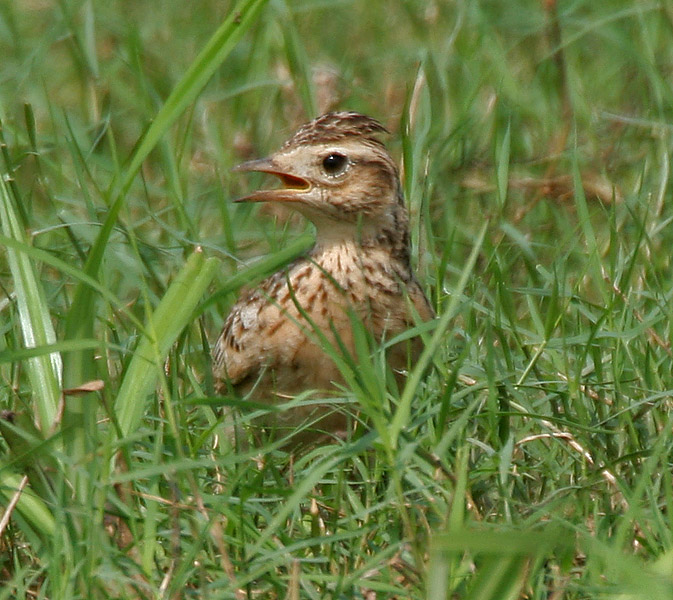
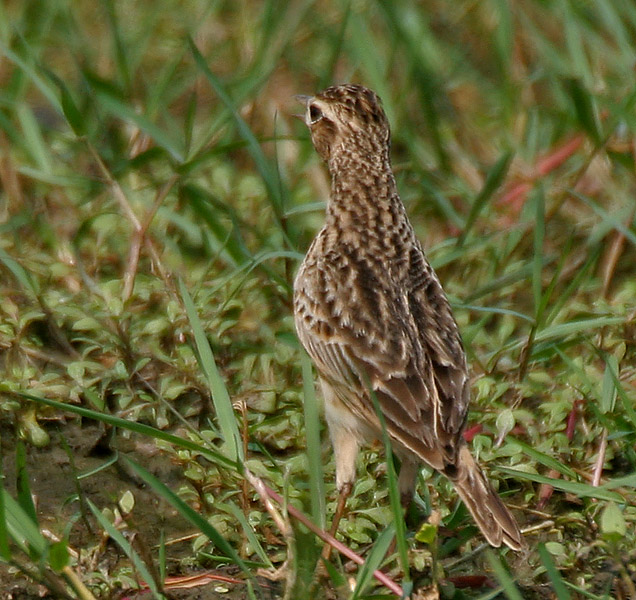
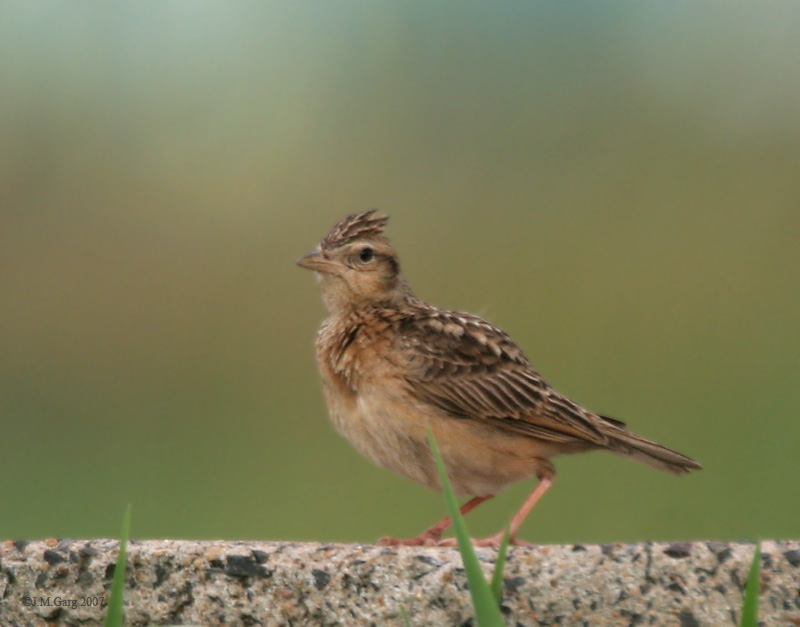
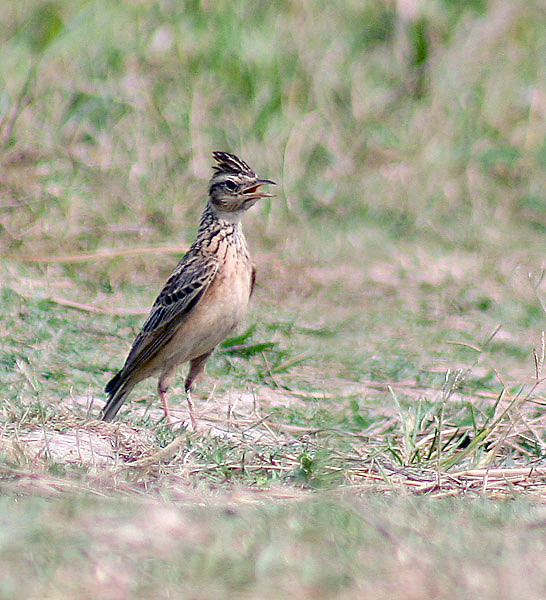
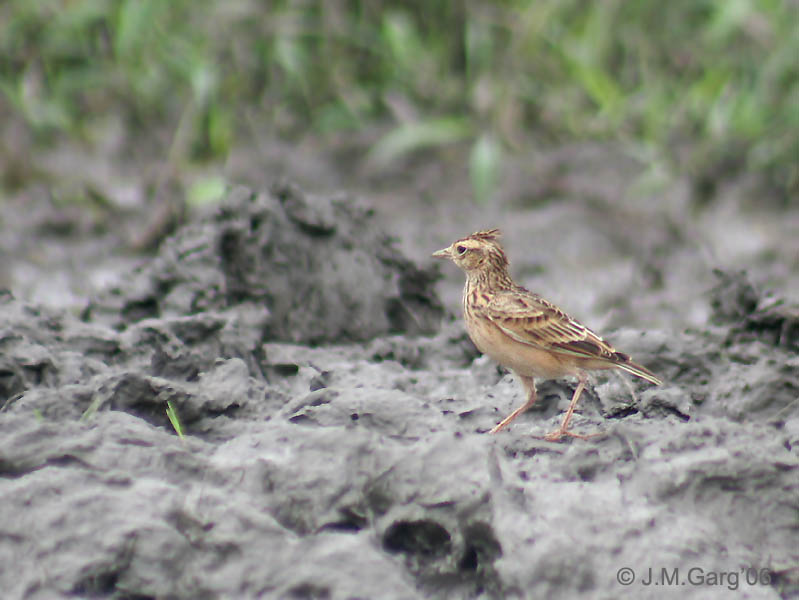
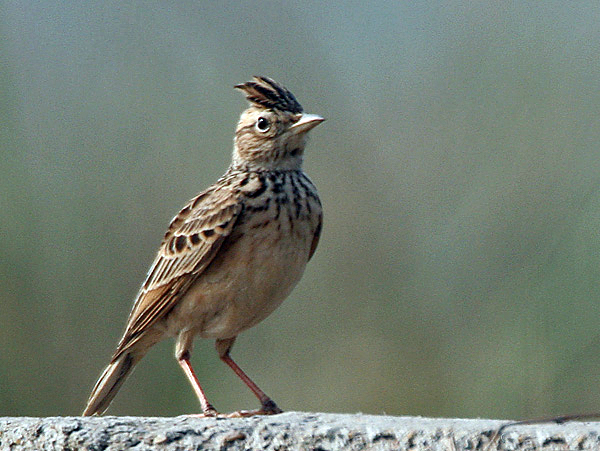
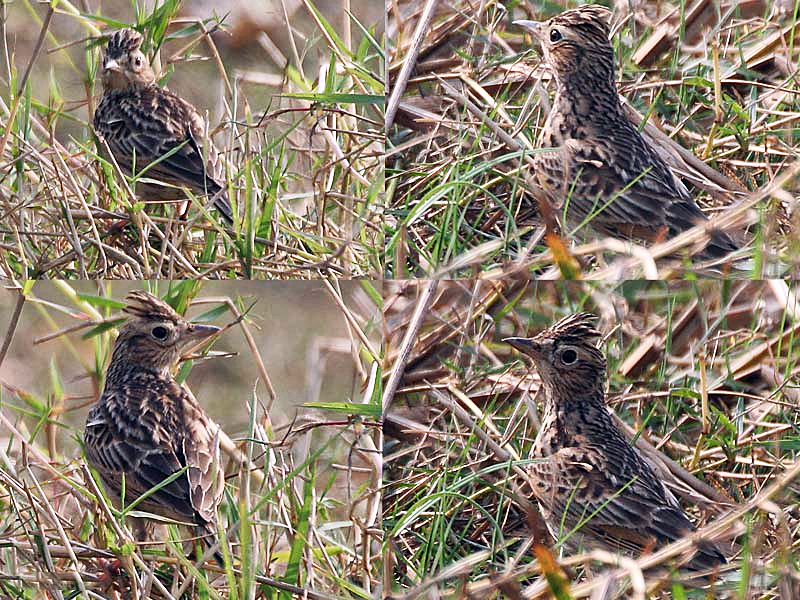
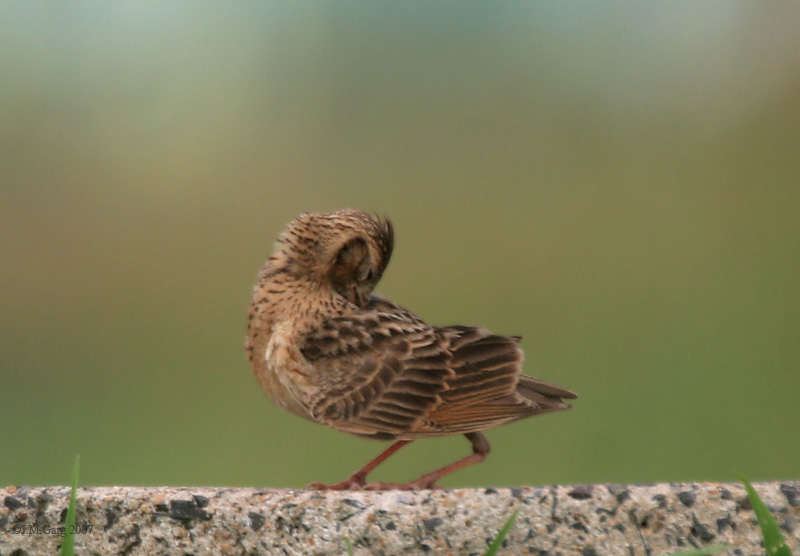
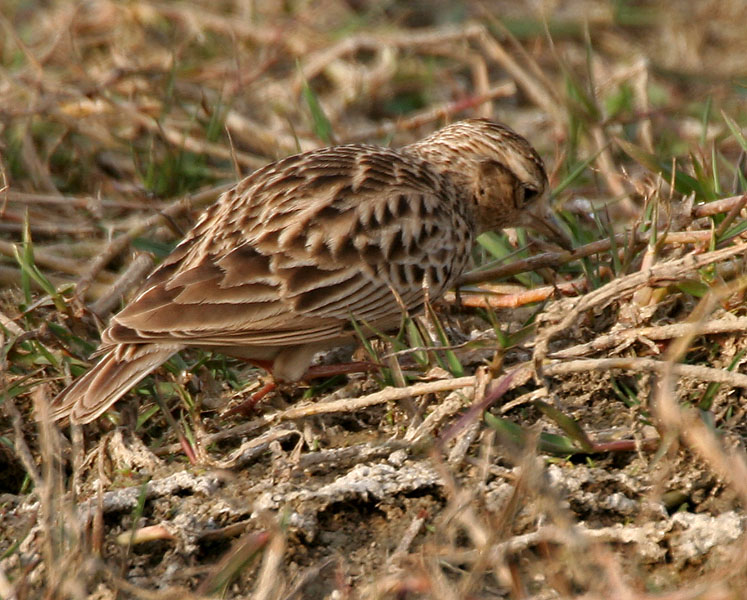